# Roubikia panamensis
Roubikia panamensis  (лат.) — вид клещей (Hemisarcoptoidea) семейства Chaetodactylidae из отряда Astigmata. Паразиты одиночных пчёл.

## Распространение
Центральная и Южная Америка: Мексика (Chiapas, Nayarit, Tamaulipas); Французская Гвиана, Бразилия, Боливия.

## Описание
Обнаружены на одиночных пчёлах рода Tetrapedia sp. (Hymenoptera, Anthophoridae; Tetrapedia diversipes Klug, 1810; Tetrapedia peckoltii Friese, 1899) и Coelioxoides (на виде Coelioxoides waltheriae Ducke, 1908, клептопаразите пчёл Tetrapedia diversipes).
Длина самок 445—627 мкм (без гнатосомы), ширина — 342—444; бесцветные, форма тела яйцевидная. Подоцефалический канал крупный и сильно склеротизированный. У Roubikia panamensis обнаружен первый в составе семейства Chaetodactylidae случай проявления диморфизма самцов. Кроме сходных с самками обычных самцов (гомоморфных; длина 570 мкм, ширина — 370), имеется гетероморфная разновидность самцов с увеличенными ногами 2-й пары (с модифицированными лапками; длина 424 мкм, ширина — 256). Род Roubikia OConnor B. M., 1993 был выделен в 1993 году американским акарологом Б. М. Оконнором (Barry M. Oconnor) и назван в честь панамского зоолога Д. В. Рубика (D. W. Roubik; Smithsonian Tropical Research Institute, Бальбоа, Панама).